# Hesperocnide
Hesperochnide es un género botánico con 2 especies de plantas de flores perteneciente a la familia Urticaceae.

## Especies seleccionadas
- Hesperocnide sandwicensis
- Hesperocnide tenella